# Pangea-Mathematikwettbewerb

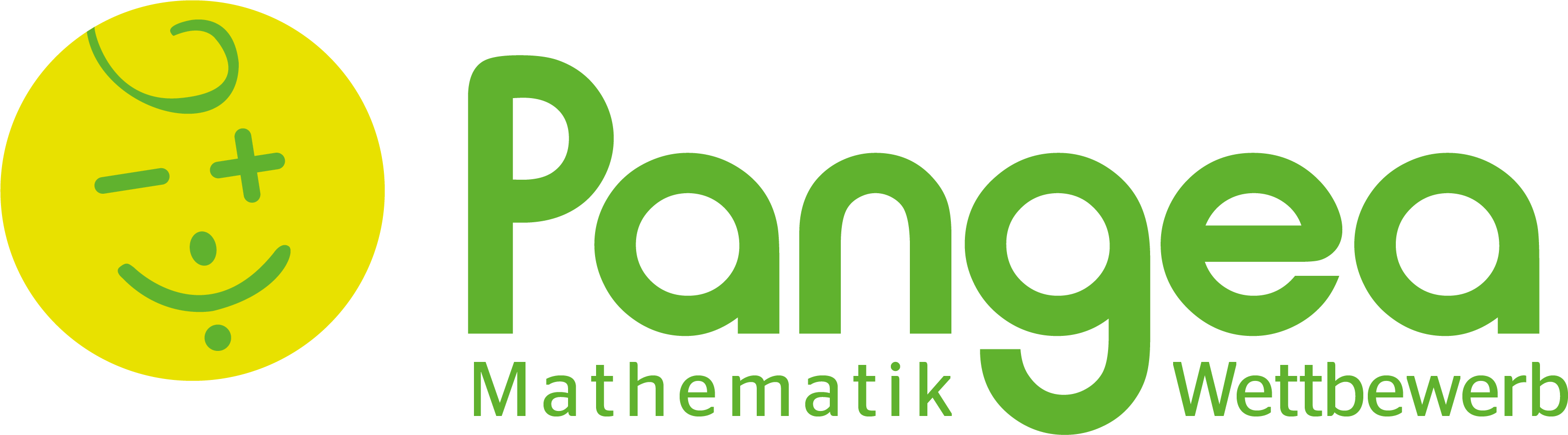
Logo des Pangea-Mathematikwettbewerbs

Der Pangea-Mathematikwettbewerb ist ein deutschlandweiter Mathematikwettbewerb für Schüler der Klassenstufen 3 bis 10, der seit 2007 jährlich stattfindet. Veranstalter ist der Verein Pangea Wettbewerbe e.V. aus Frankfurt am Main. Die Bundesministerin Johanna Wanka vom Bundesministerium für Bildung und Forschung war zwischen Oktober 2013 und Dezember 2014 Schirmherrin des Mathematikwettbewerbs.

## Der Wettbewerb

### Ablauf
Teilnehmen können alle allgemeinbildenden Schulen in Deutschland mit Schülern aus den Klassenstufen 3–10. Eine Differenzierung nach Schulformen gibt es nicht. Im Jahr 2025 nahmen bundesweit über 67.000 Schüler am Wettbewerb teil.

### Vorrunde
Zur Vorrunde (meist Ende Februar) werden für die Klassenstufen 3 und 4 je 15 und für die Klassen 5–10 je 20 Multiple-Choice-Aufgaben aus 5 verschiedenen Punkte-Kategorien mit je 5 Antworten gestellt, die innerhalb von 45–60 Minuten zu lösen sind. Die Inhalte werden aus den Themen des Vorjahrsunterrichts sowie aus Knobel- und Logikaufgaben zusammengestellt. Die Antworten werden auf automatisch auswertbaren Antwortbögen angekreuzt und nach Wettbewerbsende maschinell ausgewertet. Man erhält ein bis fünf Punkte bei einer richtigen Lösung. Bei falschen Antworten der letzten 5 Aufgaben jeder Klassenstufe wurde ein Viertel der Punktzahl abgezogen. Seit 2018 gibt es in der Vorrunde für falsche Antworten keine Punkteabzüge mehr.

### Zwischenrunde
Aus der Vorrunde erreichen die ersten 500 Schüler je Klassenstufe die Zwischenrunde. Dort stehen nochmals, je nach Klassenstufe, zwischen 10 und 12 Aufgaben zum Lösen bereit. Eine bestimmte Punktzahl zum Weiterkommen gibt es nicht.

### Finale
Finale und Preisverleihung finden am selben Tag nacheinander statt. Zum Wettbewerbsjahr 2024 nahmen an 6 Orten in verschiedenen Bundesländern die jeweils ersten 10 je Klassenstufe, also insgesamt 480 Schüler aus der Zwischenrunde am Regionalfinale teil. Ein schriftlicher Wettstreit innerhalb der jeweiligen Klassenstufe entscheidet, wer die Gold-, Silber- und Bronzemedaillen erhält. Alle Platzierungen und Sieger werden im Anschluss bei der Preisverleihung mitgeteilt und mit Geld- und Sachpreisen sowie Urkunden und T-Shirts prämiert.

## Philosophie des Wettbewerbs
Der Pangea-Mathematikwettbewerb steht unter dem Motto „Mathematik verbindet“. Schüler aus allen Bildungs- und Gesellschaftsschichten sollen für die Mathematik begeistert werden. Mit Hilfe von geschickten Fragestellungen, die lehrplan- und spaßorientiert sind, sowie schulformunabhängig werden die Teilnehmer an ihre Fähigkeiten herangeführt. Die schwächeren Schüler werden motiviert und unterstützt, starke Schüler weiter gestärkt.

## Besonderheiten
- kostenlose Teilnahme
- Aufgabenblätter und Antwortbogen als Download für Lehrkräfte
- persönliche Urkunden nach der Vorrunde für alle Teilnehmende
- separate Fragenkataloge für die jeweiligen Klassenstufen
- keine Erfassung von Schülerdaten, Teilnahme mittels ID-Nummern
- automatische Auswertung in kurzer Zeit seitens Pangea
- einfacher Online-Abruf der Ergebnisse für Lehrer und Schüler
- Seit 2020 wird der Wettbewerb online durchgeführt.
- Mithilfe von Pangeapp.de können sich Schüler auf den Wettbewerb vorbereiten.

## Veranstalter
Der Veranstalter ist der Verein Pangea-Wettbewerbe e.V. in Frankfurt am Main und als gemeinnützig anerkannt.
Vorläufer war der Academy Verein für Bildungsberatung e.V. aus dem Umfeld der Gülen-Bewegung. Beide Vereine haben die gleiche Adresse. Banken und Sparkassen, größere und kleinere Wirtschaftsunternehmen, Spielwarenhersteller, Vereine, Organisationen und Stadtverwaltungen unterstützen bzw. fördern den Wettbewerb.